# Gromada Świerklaniec
Gromada Świerklaniec war eine Verwaltungseinheit in der Volksrepublik Polen zwischen 1954 und 1972. Verwaltet wurde die Gromada vom Gromadzka Rada Narodowa dessen Sitz in Świerklaniec bestand und aus 27 Mitgliedern bestand.

Die Gromada Świerklaniec gehörte zum Powiat Tarnogórski in der Woiwodschaft Katowice (damals Stalinogród). Sie wurde gebildet aus den bisherigen Gromadas Świerklaniec, Nowe Chechło  und Orzech der aufgelösten Gmina Świerklaniec.
Die Gromada Świerklaniec bestand bis zum 1. Januar 1973.